# 聚对苯二甲酸环己烷二甲酯
聚对苯二甲酸环己烷二甲酯（Polycyclohexylenedimethylene terephthalate,PCT）是由对苯二甲酸和1,4-环己烷二甲醇聚合而成的聚酯型热塑性塑料。
其化学结构类似聚对苯二甲酸（PET），共同的属性有尺寸稳定性和耐化学性。 PCT也尤其耐高温和水解。其熔点是545 °F（285°C）。 常见的品牌名称有Thermx（Ticona）、Easter（伊士曼）和SkyPURA（SK化学）。

## 应用
聚对苯二甲酸环己烷二甲酯在过高温度下（短时间内加热至493°F（256°C））具有很好的尺寸稳定性，这种特性使该材料适用于制造注入模制的薄壁件。PCT也用于制造插塞接头等电子元件。PCT还被加工为细丝、纤维，和织物，并在工业上用于过滤器。其颜色稳定性和低密度的优点在其他方面得到利用，尤其是在LED反射器方面。